# Bob Ramsing
Preben Bob Ramsing (17. januar 1923 i Aarhus – 16. januar 1998) var en dansk journalist, forfatter og modstandsmand.
Bob Ramsing var under krigen medlem af modstandsgruppen Holger Danske, hvilket han beskrev i sin sideløbende forfatterkarriere. Hvad han lavede i Holger Danske er beskrevet i bogen De Illegale (skrevet sammen med Gunnar Dyrberg, oprindeligt udgivet under deres dæknavne, Bob og Herman).
Han har desuden arbejdet som manuskriptforfatter til flere film og medvirket som vært i flere tv-programmer.
Bob Ramsing var søn af afdelingschef ved Politiken Jens Ditlev Ramsing og hustru Gudrun Christensen. Han blev den 3. februar 1946 gift med Aase Elvius Holm.

## Ekstern henvisning
- Bob Ramsing på Internet Movie Database (engelsk)
- Bob Ramsing på Filmdatabasen
- Bob Ramsing på danskefilm.dk
- Bob Ramsing på danskfilmogtv.dk
- Bob Ramsing på Scope
- Bob Ramsing på Svensk Filmdatabas (svensk)
- Bob Ramsing på AllMovie (engelsk)
- Bob Ramsing på The Movie Database (engelsk)